# 箱田哲也
箱田 哲也（はこだ てつや、1965年 - ）は、朝日新聞社論説委員（国際担当）。

## 来歴
大阪府大阪市出身。1988年、立命館大学文学部卒業後、朝日新聞社入社。鹿児島支局配属、韓国・延世大学校 韓国語学堂留学、那覇支局長、東京本社外報部、ソウル支局員、名古屋本社社会部、外報部次長（朝鮮半島担当）、ソウル支局長を歴任。

## 著名な記事
- 2012年8月2日「誤審五輪　あんまりだ、韓国で判定に不満高まる」（ロンドン五輪柔道男子66キロ級の海老沼匡選手と曹準好選手の試合について）
- 2017年8月11日の朝日新聞に「社説余滴　北朝鮮化する日本？」を掲載し、「韓国が崔順実ゲート事件で朴槿恵大統領を弾劾したのに対して、日本は安倍晋三総理大臣を罷免することができていない。韓国の識者たちは日本は先進国ではないと囁きあっており、安倍総理大臣を評価する日本の官僚たちは「偉大な指導者、金正日同志は」という朝鮮労働党のようだと韓国政界の重鎮たちから言われている」と執筆した。この内容について、韓国人がひたすら韓国自慢をして日本を馬鹿にする内容で悪意しか感じないと批判が殺到したと産経新聞に報じられた[3]。